# Musée du verre de Murano
Le Musée du Verre de Murano (en italien : Museo del Vetro), est un musée sur l'histoire du verre, notamment du verre de Murano, situé sur l'île de Murano, au nord de Venise, en Italie.

## Histoire
Le bâtiment du musée est le Palazzo Giustinian, un palais patricien de style gothique qui a été la résidence des évêques vénitiens pendant des siècles. Les évêques de Torcello , et en particulier l’évêque Marco Giustinian en 1659, qui plus tard a acheté le bâtiment et l’a donné au diocèse de Torcello (it). En 1805, le diocèse de Torcello ferme, et en 1840, le palais est vendu à la municipalité de Murano, qui l'utilisera comme hôtel de ville et archives. Le musée a été finalement fondé en 1861, grâce à Antonio Colleoni, Maire de l’île et l’abbé Vincenzo Zanetti, deux passionnés de la verrerie de Murano. En 1862, un an après avoir initié le projet Museo del Vetro, Zanetti crée également une école consacrée à l’art de la verrerie ce qui contribue à pérenniser les traditions de fabrication du verre de Murano.
En 1923, lorsque la municipalité de Murano devient un quartier de Venise, le musée passe sous la tutelle de la Fondation des Musées Publics de Venise, son actuel exploitant .

## Localisation
Le musée est situé à proximité immédiate de l'arrêt de vaporetto Museo.

## Collections
La collection du musée, l'une des plus vastes au monde, présente des pièces allant de l'Antiquité aux œuvres du XXIe siècle, en passant par les réalisations de la célèbre entreprise verrière Barovier & Toso et les textiles en verre conçus par Carlo Scarpa à la fin des années trente.
Les collections ont été réorganisées en 1932 par Giulio Lorenzetti et Nino Barbantini et enrichies de verres issus d’autres collections de la ville de Venise, comme de précieuses pièces de la Renaissance, et, plus tard, grâce aux dépôts de la Surintendance archéologique, également une importante collection de verres anciens provenant de fouilles.
Pour ce qui concerne les objets des XXe et XXIe siècles, le musée a principalement enrichi sa collection grâce aux dons d’artistes locaux ; les verriers de Murano donnent encore certains de leurs chefs-d’œuvre, pour maintenir sa collection à jour.

## Galerie

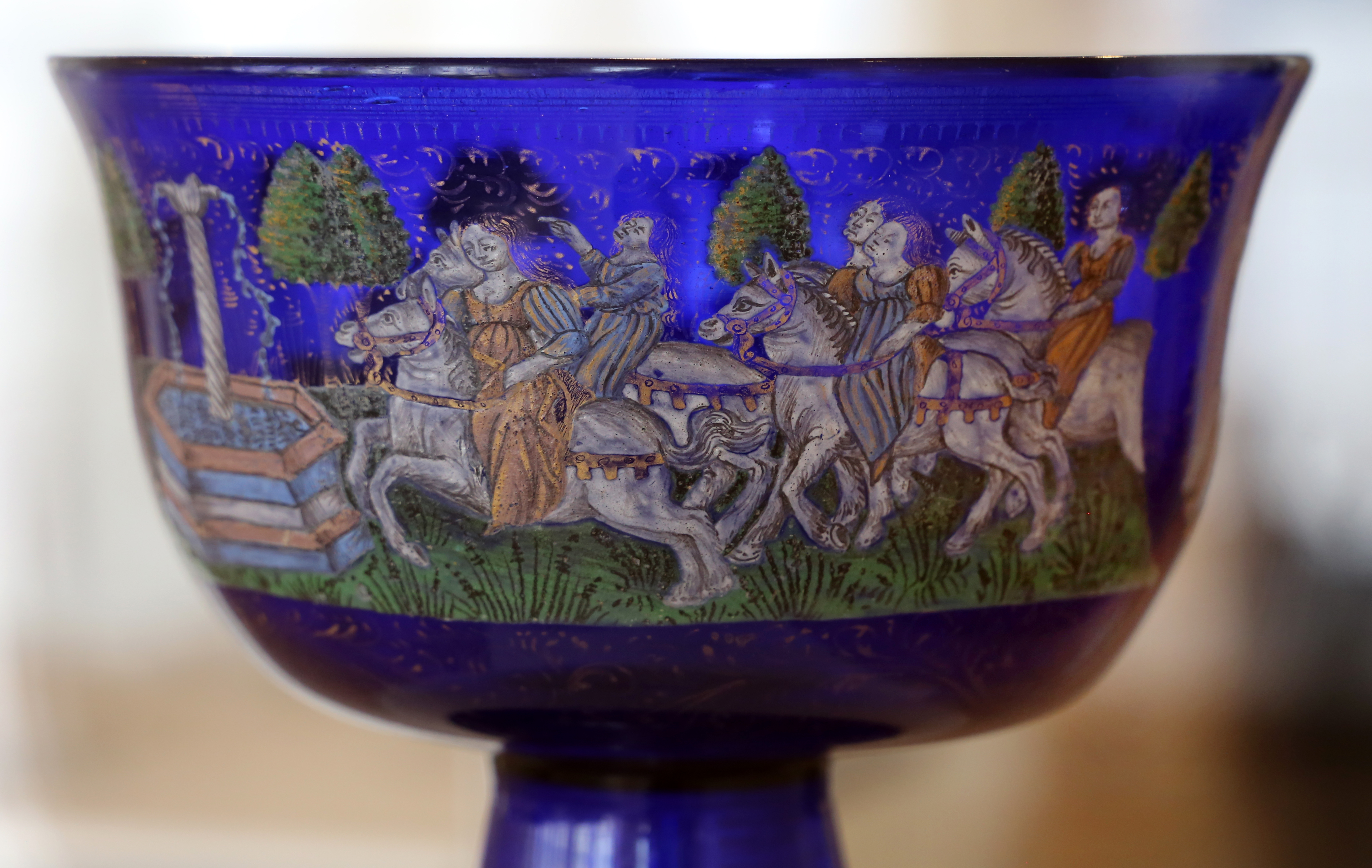
Coupe Barovier.
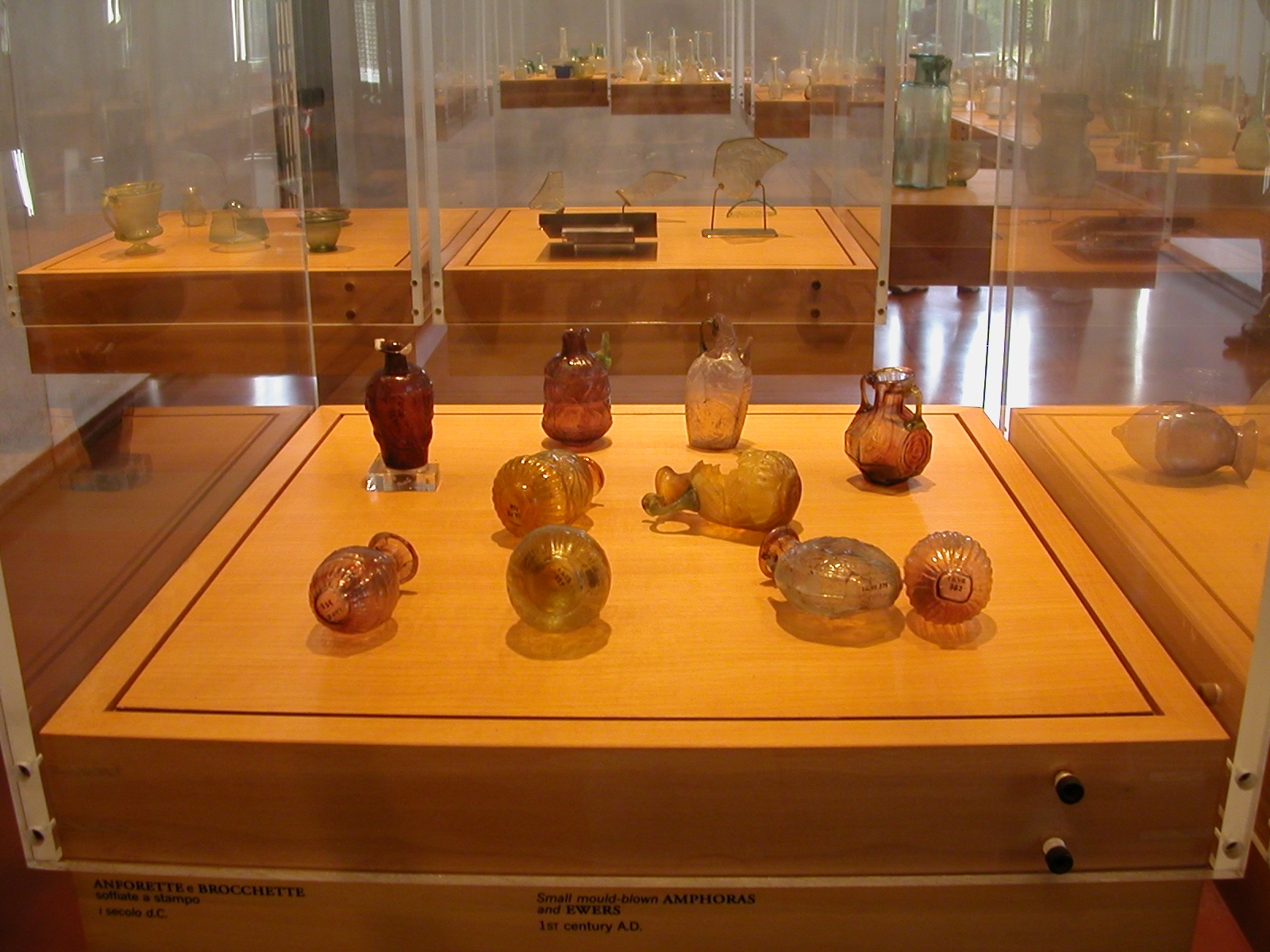
Exposition de verreries de l'époque romane au musée.
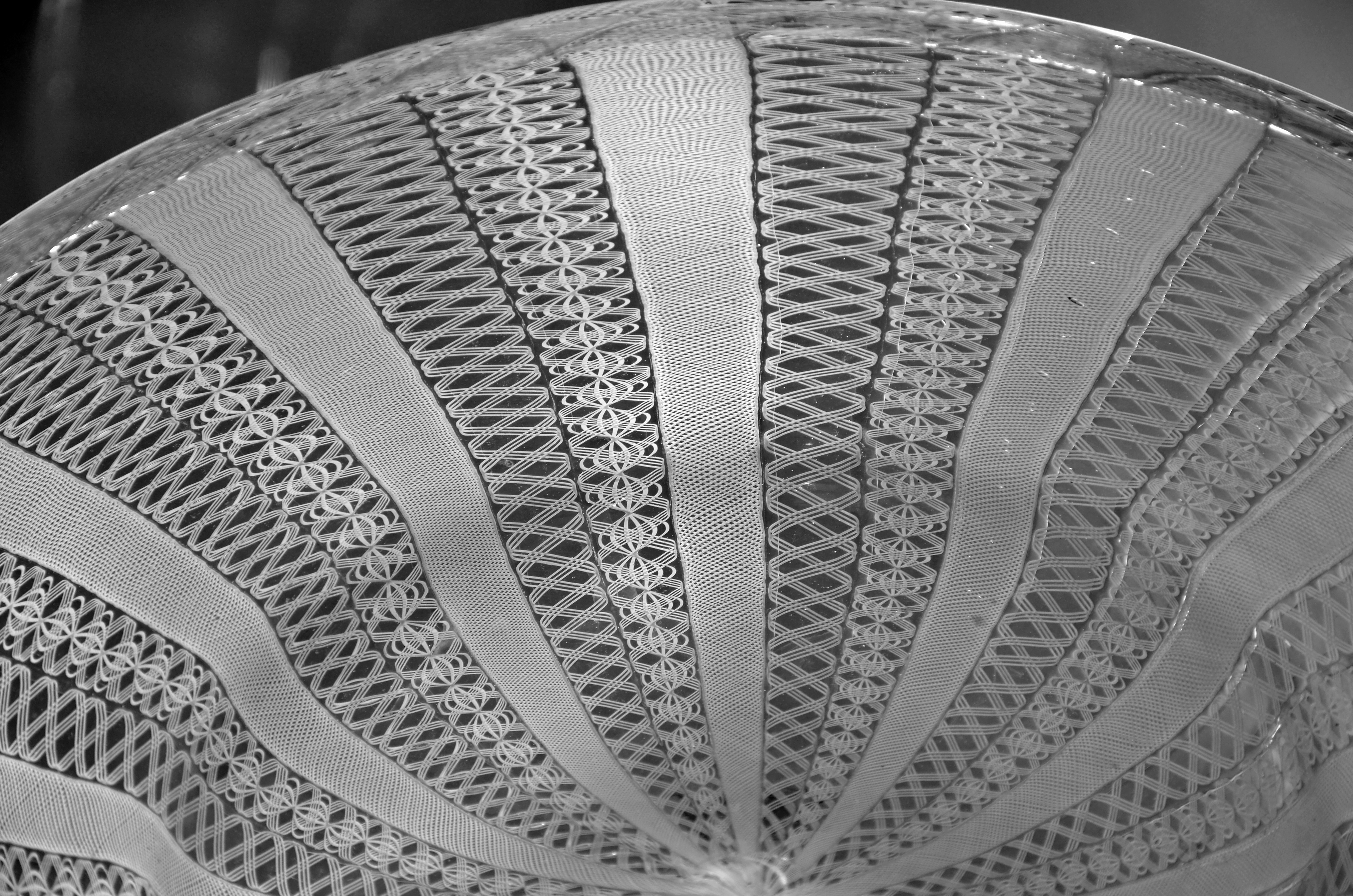
Verre filigrané, fin du XVIe siècle ou début du XVIIe siècle.
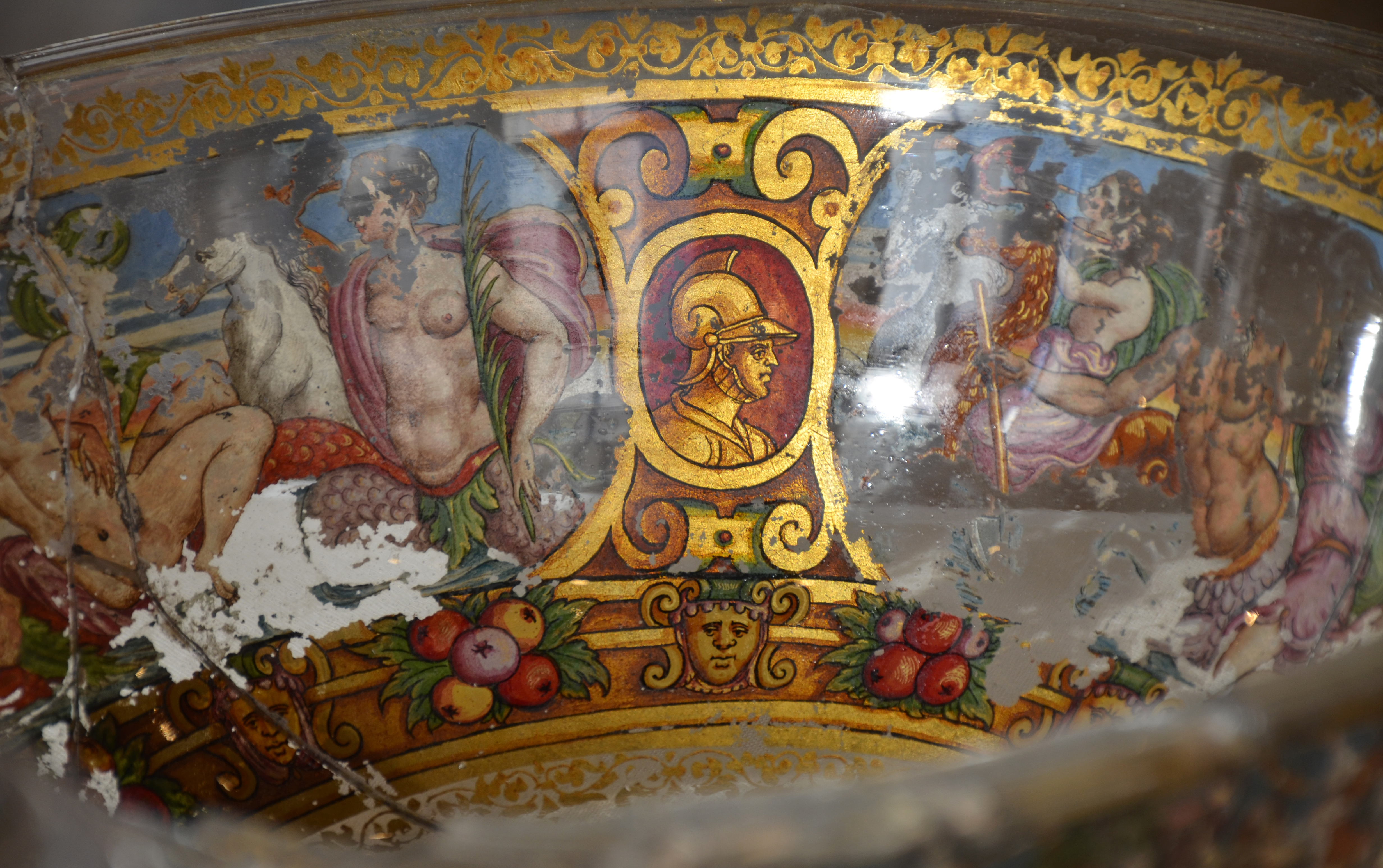
Cristal soufflé, émaillé et doré à froid. Venise, seconde moitié du XVIe siècle.
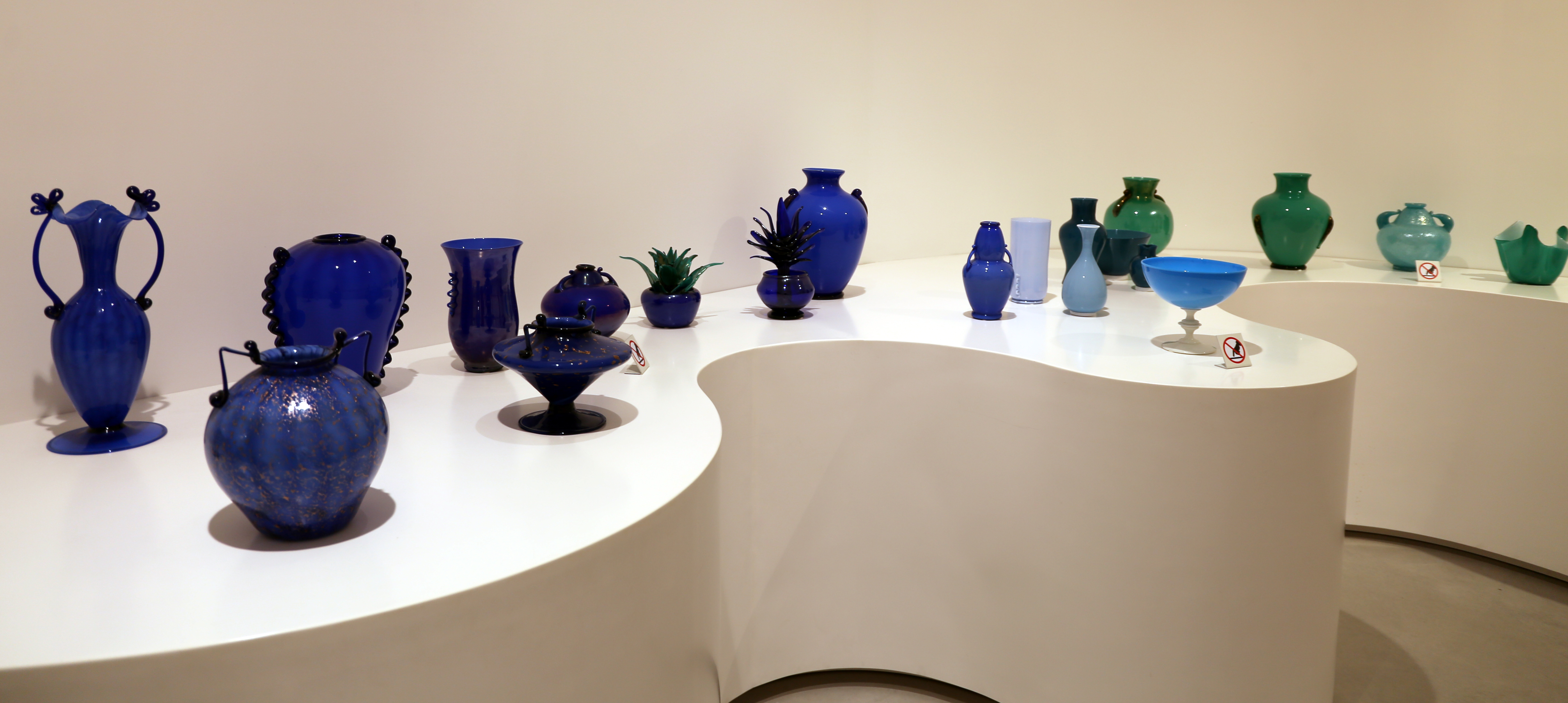
Exposition.